# Jogo bishōjo

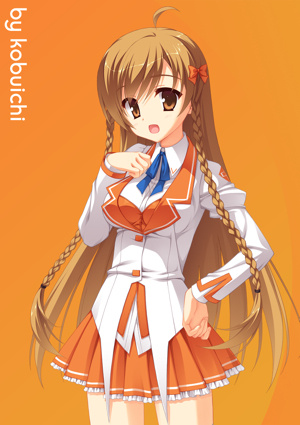
As cenas escolares permitem vestir as personagens do ensino médio com o uniforme escolar japonês

Um jogo bishōjo (美少女ゲーム, bishōjo gēmu), também conhecido como jogo de garotas bonitas é um sub-gênero de jogo japonês do tipo visual novel, focado em interações com personagens femininas atraentes com características típicas de mangás e anime (bishojo). A maioria dos jogos bishōjo contém algum tipo de elemento romântico ou de sedução, e alguns podem chegar a ser pornográficos.
Este gênero de jogo não é nada mais do que um fenômeno do Japão e tem grande importância para a indústria de jogos deste país, com jogos que já venderam mais de um milhão de cópias, transformando-se assim no maior mercado de jogos single player do país. Em comparação, as indústrias de pornografia, jogos e filmes mantêm uma clara separação na maioria dos países ocidentais. A indústria japonesa de jogos bishōjo tem muito pouca presença fora da Ásia. Devido às grandes diferenças culturais, são poucos os títulos deste gênero que são traduzidos comercialmente em grande escala fora do leste asiático. No ocidente, o gênero bishōjo permanece como um dos menos conhecidos dentro da vasta gama de gêneros de jogos.